# Sébastien Léger
Sebastien Leger er en House-producer og remixer fra Frankrig.